# Mənda
Il pithali o mənda (noto anche come milli bhaat e milani) è un piatto tradizionale salato originario del distretto di Giamalpur, nella divisione di Mymensingh, in Bangladesh. Viene preparato soprattutto in occasione di eventi religiosi e sociali, come matrimoni, aqiqa e milad. Questo piatto riveste un significato culturale particolare nella regione ed è spesso considerato un simbolo dell’identità gastronomica di Giamalpur. Secondo il Dhaka Tribuna, il pithali è ritenuto il “cibo simbolo” di Giamalpur e mantiene una grande popolarità sia nelle aree urbane che in quelle rurali.